# Schulenstraße 3 (Riga)

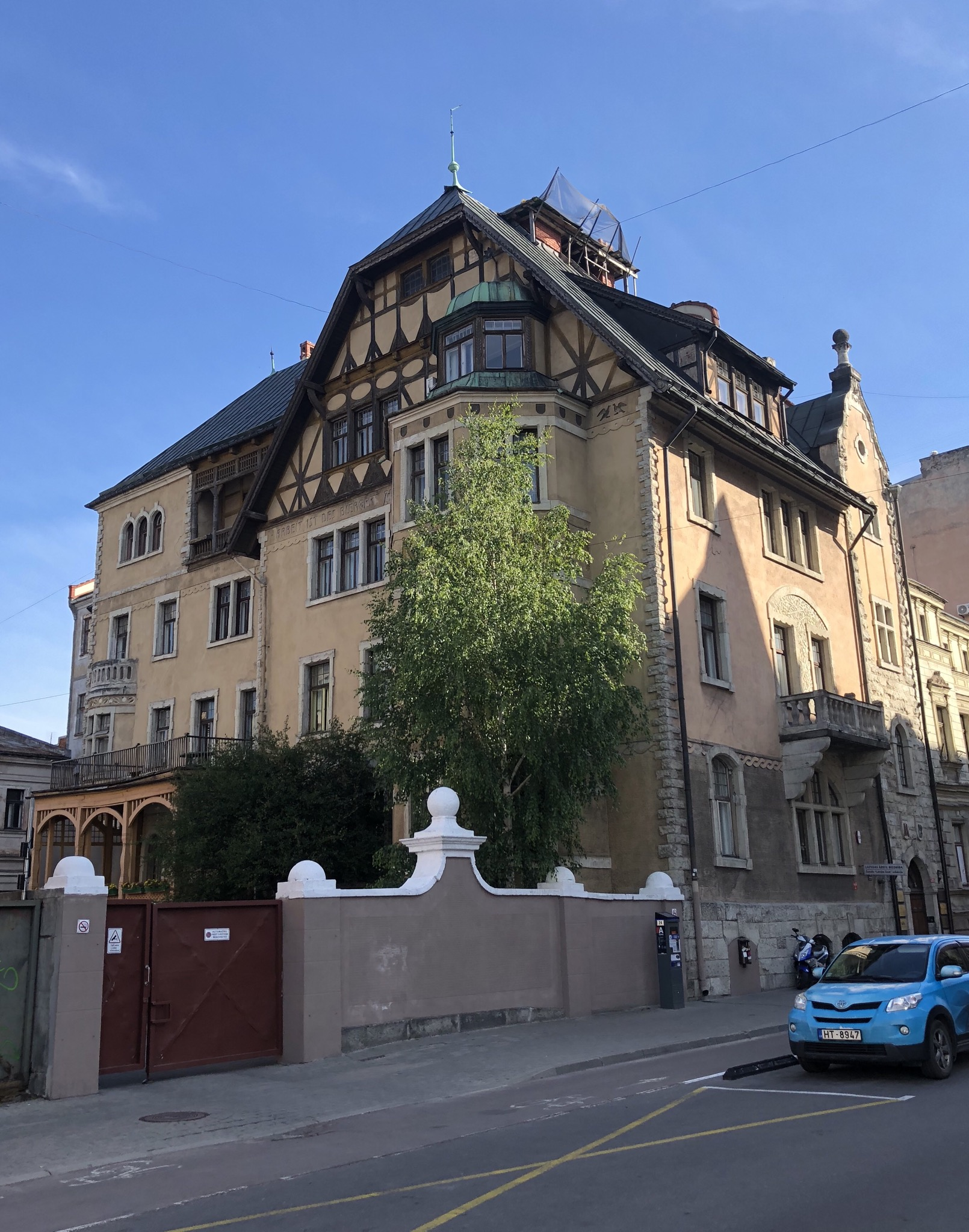
Haus Schulenstraße 3

Das Haus Schulenstraße 3 (lettisch Skolas iela 3) ist ein denkmalgeschütztes Gebäude in der Neustadt der lettischen Hauptstadt Riga.
Es befindet sich auf der Westseite der Schulenstraße (Skolas iela) im Rigaer Stadtteil Livländische Vorstadt.
Das repräsentativ gestaltete Gebäude wurde im Jahr 1905 nach Plänen des deutschbaltischen Architekten August Reinberg als Wohnhaus seiner Familie errichtet. Die Elemente des Jugendstils aufweisende Fassade ist asymmetrisch gestaltet. Am südlichen Giebel befinden sich Fachwerkelemente. Darunter prangt als deutschsprachige Inschrift ein Zitat aus Schillers Lied von der Glocke: ARBEIT IST DES BÜRGERS ZIERDE.
Von 1945 bis 1993 war im Haus eine Bibliothek untergebracht. Derzeit (Stand 2022) befindet sich dort der Sitz der Lettischen Ärztekammer.
Seit dem 29. Oktober 1998 ist das Haus unter der Nummer 8031 im lettischen Denkmalverzeichnis eingetragen.